# 大衛·瓦爾頓
大衛·瓦爾頓（David B. Walton，1978年10月27日—）是一位美國演員。他曾在NBC出演多個電視劇。也出演過電影。